# Dare
Dare je moško osebno ime.

## Izvor imena
Ime Dare je različica moških osebnih imen Darij oziroma Darko.

## Pogostost imena
Po podatkih Statističnega urada Republike Slovenije je bilo na dan 31. decembra 2007 v Sloveniji število moških oseb z imenom Dare: 22.

## Osebni praznik
Osebe z imenom Dare lahko godujejo takrat kot Darij oziroma Darko.